# Morris Iemma
Morris Iemma (nascido em 21 de julho de 1961) é um ex-político australiano que foi o 40º primeiro-ministro de Nova Gales do Sul. Ele serviu de 3 de agosto de 2005 a 5 de setembro de 2008. De Sydney, Iemma frequentou a Universidade de Sydney e a Universidade de Tecnologia de Sydney.